# Unbreakable: The Greatest Hits Volume 1
| Críticas profissionais | Críticas profissionais |
| Avaliações da crítica  | Avaliações da crítica  |
| Fonte                  | Avaliação              |
| ---------------------- | ---------------------- |
| Allmusic               | [ 1 ]                  |
| Yahoo! Music UK        | [ 2 ]                  |
| BBC Music              | [ 3 ]                  |

Unbreakable - The Greatest Hits Vol. 1 é a primeira coletânea da boy band irlandesa Westlife, lançada em 11 de novembro de 2002. A coletânea inclui grandes sucessos mais seis músicas inéditas. 
O single "Flying Without Wings" foi regravado como um dueto com Cristian Castro e com a cantora sul-coreana BoA e foi incluída na versão asiática e latina do álbum, respectivamente, que são faixas bônus. O primeiro single foi "Unbreakable", que ficou em primeiro lugar no Reino Unido. O segundo foi o Lado A duplo "Tonight/Miss You Nights", que alcançou a posição número 3 também no Reino Unido. As duas versões de "Flying Without Wings" também ganharam videoclipes.
Em 2008, o álbum foi relançado em uma edição exclusiva disco duplo, intitulado "Unbreakable: The Greatest Hits - 2008 NZ Tour Edition". O pacote apresentado o álbum, com o mesmo repertório, mais o DVD de concerto "Live At Wembley" de 2006. Ele alcançou a posição número um nas paradas neozelandesas, e alcançou o status de 2x Platina, com mais de 30000 cópias vendidas. O álbum terminou em 19.º na Nova Zelândia na parada de fim de ano em 2008.

## Desempenho nas paradas europeias
Ele alcançou a posição # 1 no Reino Unido e na posição 66 na Austrália e vendeu cerca de 1,4 milhões de cópias só no Reino Unido. É também o álbum da banda que ficou mais tempo nas paradas. O álbum foi o nono mais vendido de 2002 no Reino Unido. Ele conseguiu voltar a entrar na parada de álbuns de fim de ano de 2007 em 107.º lugar. Em outubro de 2008 a IFPI anunciou que o álbum foi certificado 2x Platina, superior a dois milhões de vendas na Europa. Nas paradas de fim de ano do álbum de 2008, o álbum retornou em 79.º lugar com 191000 cópias vendidas no ano. O álbum é atualmente o décimo segundo maior regist(r)o de venda de álbum de boy band no Reino Unido.  O álbum ficou 55 semanas no UK Top 100 Albums chart.

## Faixas
| Edição internacional |                                                  |                                                     |         |  |
| N.º                  | Título                                           | Compositor(es)                                      | Duração |  |
| 1.                   | "Swear It Again (Radio Edit)"                    | Steve Mac, Wayne Hector                             | 4:07    |  |
| 2.                   | "If I Let You Go (Radio Edit)"                   | Jörgen Elofsson, Magnusson, Kreuger                 | 3:41    |  |
| 3.                   | "I Have a Dream (Remix)"                         | Benny Andersson, Björn Ulvaeus                      | 3:36    |  |
| 4.                   | "Fool Again (2000 Remix)"                        | Elofsson, Magnusson, Kreuger                        | 4:15    |  |
| 5.                   | "Against All Odds" (com Mariah Carey)            | Phil Collins                                        | 3:21    |  |
| 6.                   | "My Love (Radio Edit)"                           | Elofsson, Pelle Nylén, David Kreuger, Per Magnusson | 3:53    |  |
| 7.                   | "I Lay My Love on You"                           | Elofsson, Magnusson, Kreuger                        | 3:29    |  |
| 8.                   | "Uptown Girl (Radio Edit)"                       | Billy Joel                                          | 3:07    |  |
| 9.                   | "Queen of My Heart (Radio Edit)"                 | McLaughlin, Robson, Mac, Hector                     | 4:19    |  |
| 10.                  | "World of Our Own (US Mix)"                      | Mac, Hector                                         | 3:28    |  |
| 11.                  | "Bop Bop Baby"                                   | McFadden, Filan, Murphy, O'Brien                    | 4:30    |  |
| 12.                  | "When You're Looking Like That (Single Version)" | Rami, Andreas Carlsson, Max Martin                  | 3:54    |  |
| 13.                  | "Unbreakable (Single Remix)"                     | Jörgen Elofsson, John Reid                          | 4:33    |  |
| 14.                  | "Written in the Stars"                           | Jarl, Stenmarck, Andreas Carlsson                   | 4:10    |  |
| 15.                  | "How Does It Feel"                               | McFadden, Filan, Romdhane, Larossi                  | 4:19    |  |
| 16.                  | "Tonight"                                        | Mac, Hector, Elofsson                               | 4:32    |  |
| 17.                  | "Love Takes Two"                                 | Mac, Hector                                         | 3:49    |  |
| 18.                  | "Miss You Nights"                                | Dave Townsend                                       | 3:22    |  |

| Faixa da edição para a América Latina e Espanha |                                              |                |         |  |
| N.º                                             | Título                                       | Compositor(es) | Duração |  |
| 19.                                             | "Flying Without Wings" (com Cristian Castro) | Mac, Hector    | 3:36    |  |

| Faixas da edição britânica e irlandesa |                                 |                |         |  |
| N.º                                    | Título                          | Compositor(es) | Duração |  |
| 3.                                     | "Flying Without Wings"          | Mac, Hector    | 3:36    |  |
| 8.                                     | "What Makes a Man (Single Mix)" | Mac, Hector    | 3:52    |  |
| 12.                                    | "World of Our Own"              | Mac, Hector    | 3:32    |  |

| Faixas da edição asiática |                                  |                              |                                                 |         |  |
| N.º                       | Título                           | Compositor(es)               | Notas                                           | Duração |  |
| 8.                        | "I Lay My Love on You"           | Elofsson, Magnusson, Kreuger | Substitui 'What Makes a Man' na edição asiática | 3:29    |  |
| 11.                       | "World of Our Own (US Mix)"      | Mac, Hector                  | Substitui 'World of Our Own' na edição asiática | 3:28    |  |
| 19.                       | "Flying Without Wings" (com BoA) | Mac, Hector                  | Faixa bônus                                     | 3:09    |  |

| CD bônus adicional (edição da Woolworths) |                                        |                                |         |  |
| N.º                                       | Título                                 | Compositor(es)                 | Duração |  |
| 1.                                        | "World of Our Own (US Mix)"            | Mac, Hector                    | 3:30    |  |
| 2.                                        | "More Than Words"                      | Nuno Bettencourt, Gary Cherone | 3:58    |  |
| 3.                                        | "Forever"                              |                                | 5:05    |  |
| 4.                                        | "You Don't Know"                       |                                | 4:12    |  |
| 5.                                        | "Interview With Westlife" (entrevista) |                                | 5:00    |  |

## Certificações
| País          | Posição | Certificação |
| ------------- | ------- | ------------ |
| Reino Unido   | 1       | 4x Platina   |
| Irlanda       | 1       |              |
| Filipinas     | 1       |              |
| Suécia        | 2       | Platina      |
| Holanda       | 3       | Ouro         |
| Dinamarca     | 4       |              |
| Nova Zelandia | 4       | Platina      |
| Alemanha      | 7       | Ouro         |
| Noruega       | 10      |              |
| Austria       | 14      |              |
| Suíça         | 14      | Ouro         |
| Bélgica       | 27      |              |

## Desempenho nas paradas
Parada de fim de ano (2002)
| Parada             | Posição |
| ------------------ | ------- |
| Irish Albums Chart | 5       |
| UK Albums Chart    | 9       |

| Precedido por One Love de Blue | Álbuns número um na UK Album Chart 23 de novembro de 2002 – 29 de novembro de 2002 | Sucedido por Escapology de Robbie Williams |

## Histórico de lançamentos
| Região        | Data de lançamento     | Nota                                      |
| ------------- | ---------------------- | ----------------------------------------- |
| Reino Unido   | 11 de novembro de 2002 |                                           |
| Brasil        | Dezembro de 2002       |                                           |
| Nova Zelândia | 2008                   | com o subtítulo de "2008 NZ Tour Edition" |

## Unbreakable - The Greatest Hits Volume 1 DVD
Unbreakable - The Greatest Hits Volume 1 é um DVD musical de Westlife lançado em 15 de novembro de 2002 no Reino Unido. Contém os vídeoclipes de 1999 até 2002 e mais dois documentários.

### Lista de faixas
| N.º            | Título                                                                | Duração  |  |
| 1.             | "Swear It Again"                                                      |          |  |
| 2.             | "If I Let You Go"                                                     |          |  |
| 3.             | "Flying Without Wings"                                                |          |  |
| 4.             | "Seasons in the Sun"                                                  |          |  |
| 5.             | "I Have a Dream"                                                      |          |  |
| 6.             | "Fool Again"                                                          |          |  |
| 7.             | "My Love"                                                             |          |  |
| 8.             | "What Makes a Man"                                                    |          |  |
| 9.             | "Uptown Girl"                                                         |          |  |
| 10.            | "I Lay My Love on You"                                                |          |  |
| 11.            | "When You're Looking Like That"                                       |          |  |
| 12.            | "Queen of My Heart"                                                   |          |  |
| 13.            | "Angel"                                                               |          |  |
| 14.            | "World of Our Own" (US Version - versão americana)                    |          |  |
| 15.            | "World of Our Own"                                                    |          |  |
| 16.            | "Bop Bop Baby"                                                        |          |  |
| 17.            | "Unbreakable"                                                         |          |  |
| 18.            | "Behind The Scenes Documentary" (Documentário dos bastidores)         |          |  |
| 19.            | "Before They Were Famous..." (trad.: Antes de se tornarem famosos...) |          |  |
| 20.            | "Swear It Again" (US Version - versão americana)                      |          |  |
| Duração total: | Duração total:                                                        | 158 min. |  |

Fontes
- Unbreakable - The Greatest Hits Vol. 1 DVD no allmusic
- Unbreakable - The Greatest Hits Vol. 1 DVD no Amazon
- Unbreakable - The Greatest Hits Vol. 1 DVD no HMV.com